# FK Dinamo Brest
Maillots
Actualités
Le Futbolny klub Dinamo Brest, plus couramment abrégé en FK Dinamo Brest (en russe : ФК Динамо-Брест) ou FK Dynama Brest (en biélorusse : ФК Дынама-Брэст), est un club biélorusse de football fondé en 1960 et basé dans la ville de Brest.

## Histoire
Fondé en 1960 sous l'appellation Spartak, le club est intégré directement au sein de la troisième division soviétique. Il passe par la suite le plus clair de sa période soviétique à ce niveau, changeant de nom à deux reprises en devenant le Boug en 1973 avant d'adopter son appellation actuel Dinamo à partir de 1976.
Après la dissolution de l'Union soviétique en 1991, le Dinamo est intégré au sein de la nouvelle première division biélorusse à partir de 1992. Pour sa première saison, l'équipe atteint la troisième place du classement, à six points du champion le Dinamo Minsk. Il s'affirme par la suite plus comme une équipe de milieu de classement, terminant notamment quatrième en 2017 avant de remporter le premier championnat de son histoire lors de la saison 2019, mettant dans la foulée fin au règne de treize années du BATE Borisov. Le club remporte également la Coupe de Biélorussie en 2007 puis deux fois de suite en 2017 et 2018.

## Bilan sportif

### Palmarès
- Championnat de Biélorussie
  - Vainqueur : 2019.

- Coupe de Biélorussie
  - Vainqueur : 2007, 2017 et 2018.
  - Finaliste : 2020.

- Supercoupe de Biélorussie
  - Vainqueur : 2018, 2019 et 2020.

### Bilan par saison
Légende
- Vainqueur de la compétition
- Vice-champion ou finaliste de la compétition
- Troisième de la compétition
- Promotion en division supérieure
- Relégation en division inférieure

#### Période soviétique
| Saison | Championnat      | Championnat | Championnat | Championnat | Championnat | Championnat | Championnat | Championnat | Championnat | Championnat | Coupe d'URSS          |
| Saison | Division         | Pos         | Pts         | J           | V           | N           | D           | BP          | BC          | Diff        | Coupe d'URSS          |
| ------ | ---------------- | ----------- | ----------- | ----------- | ----------- | ----------- | ----------- | ----------- | ----------- | ----------- | --------------------- |
| 1960   | 2e Républiques 1 | 15e         | 18          | 30          | 7           | 4           | 19          | 27          | 59          | -32         | —                     |
| 1961   | 2e Républiques 1 | 13e         | 22          | 30          | 7           | 8           | 15          | 28          | 43          | -15         | 32es de finale        |
| 1962   | 2e Républiques 1 | 4e          | 39          | 31          | 15          | 9           | 7           | 39          | 25          | +14         | Huitièmes de finale Q |
| 1963   | 3e Républiques 1 | 15e         | 23          | 30          | 7           | 9           | 14          | 16          | 27          | -11         | Huitièmes de finale Q |
| 1964   | 3e Ukraine 1     | 4e          | 36          | 30          | 12          | 12          | 6           | 25          | 12          | +13         | Huitièmes de finale Q |
| 1965   | 3e Ukraine 2     | 10e         | 26          | 30          | 9           | 8           | 13          | 28          | 30          | -2          | Huitièmes de finale Q |
| 1966   | 3e Russie 1      | 11e         | 27          | 32          | 8           | 11          | 13          | 26          | 34          | -8          | —                     |
| 1967   | 3e Russie 1      | 4e          | 40          | 34          | 14          | 12          | 8           | 33          | 28          | +5          | Huitièmes de finale Q |
| 1968   | 3e Russie 1      | 3e          | 50          | 38          | 21          | 8           | 9           | 48          | 27          | +21         | Huitièmes de finale Q |
| 1969   | 2e Groupe 4      | 13e         | 37          | 40          | 12          | 13          | 15          | 30          | 29          | +1          | Seizièmes de finale   |
| 1970   | 3e Zone 1        | 16e         | 37          | 42          | 12          | 13          | 17          | 32          | 48          | -16         | 64es de finale        |
| 1971   | 3e Zone 2        | 9e          | 55          | 38          | 13          | 16          | 9           | 33          | 29          | +4          | —                     |
| 1972   | 3e Zone 2        | 6e          | 57          | 38          | 14          | 15          | 9           | 44          | 32          | +12         | —                     |
| 1973   | 3e Zone 2        | 11e         | 23          | 32          | 10          | 9           | 13          | 35          | 46          | -11         | —                     |
| 1974   | 3e Zone 2        | 14e         | 34          | 40          | 10          | 14          | 16          | 33          | 44          | -11         | —                     |
| 1975   | 3e Zone 2        | 10e         | 31          | 34          | 12          | 7           | 15          | 38          | 44          | -6          | —                     |
| 1976   | 3e Zone 1        | 2e          | 50          | 38          | 20          | 10          | 8           | 65          | 38          | +27         | —                     |
| 1977   | 3e Zone 1        | 11e         | 41          | 40          | 14          | 13          | 13          | 51          | 44          | +7          | 32es de finale        |
| 1978   | 3e Zone 1        | 6e          | 58          | 46          | 24          | 10          | 12          | 62          | 37          | +25         | —                     |
| 1979   | 3e Zone 1        | 3e          | 62          | 46          | 24          | 14          | 8           | 77          | 35          | +42         | —                     |
| 1980   | 3e Zone 8        | 4e          | 34          | 32          | 12          | 10          | 10          | 39          | 36          | +3          | —                     |
| 1981   | 3e Zone 8        | 6e          | 36          | 40          | 13          | 10          | 17          | 45          | 57          | -12         | —                     |
| 1982   | 3e Zone 5        | 13e         | 22          | 30          | 9           | 4           | 17          | 30          | 44          | -14         | —                     |
| 1983   | 3e Zone 5        | 9e          | 30          | 32          | 10          | 10          | 12          | 41          | 36          | +5          | —                     |
| 1984   | 3e Zone 5        | 13e         | 27          | 34          | 9           | 9           | 16          | 38          | 50          | -12         | —                     |
| 1985   | 3e Zone 5        | 6e          | 33          | 30          | 13          | 7           | 10          | 40          | 33          | +7          | —                     |
| 1986   | 3e Zone 5        | 7e          | 33          | 30          | 15          | 3           | 12          | 41          | 31          | +10         | —                     |
| 1987   | 3e Zone 5        | 4e          | 42          | 34          | 18          | 6           | 10          | 54          | 26          | +28         | —                     |
| 1988   | 3e Zone 5        | 10e         | 34          | 34          | 14          | 6           | 14          | 43          | 41          | +2          | —                     |
| 1989   | 3e Zone 5        | 7e          | 48          | 42          | 19          | 10          | 13          | 53          | 51          | +2          | 64es de finale        |
| 1990   | 3e Ouest         | 9e          | 45          | 42          | 15          | 15          | 12          | 49          | 39          | +10         | —                     |
| 1991   | 3e Ouest         | 16e         | 37          | 42          | 14          | 9           | 19          | 50          | 50          | 0           | 64es de finale        |

#### Période biélorusse

Graphique résumant les classements du Dinamo Brest depuis 1992 (en bleu). La ligne grise hachurée représente le nombre d'équipes participant à chaque saison.

| Saison    | Championnat | Championnat | Championnat | Championnat | Championnat | Championnat | Championnat | Championnat | Championnat | Championnat | Coupe de Biélorussie |
| Saison    | Division    | Pos         | Pts         | J           | V           | N           | D           | BP          | BC          | Diff        | Coupe de Biélorussie |
| --------- | ----------- | ----------- | ----------- | ----------- | ----------- | ----------- | ----------- | ----------- | ----------- | ----------- | -------------------- |
| 1992      | 1re         | 3e          | 19          | 15          | 8           | 3           | 4           | 21          | 10          | +11         | Demi-finales         |
| 1992-1993 | 1re         | 7e          | 35          | 32          | 13          | 9           | 10          | 33          | 29          | +4          | Huitièmes de finale  |
| 1993-1994 | 1re         | 8e          | 31          | 30          | 11          | 9           | 10          | 30          | 29          | +1          | Demi-finales         |
| 1994-1995 | 1re         | 10e         | 28          | 30          | 9           | 10          | 11          | 33          | 33          | 0           | Huitièmes de finale  |
| 1995      | 1re         | 10e         | 17          | 15          | 5           | 2           | 8           | 27          | 32          | -5          | Huitièmes de finale  |
| 1996      | 1re         | 10e         | 32          | 30          | 7           | 11          | 12          | 39          | 43          | -4          | Huitièmes de finale  |
| 1997      | 1re         | 7e          | 42          | 30          | 12          | 6           | 12          | 44          | 52          | -8          | Quarts de finale     |
| 1998      | 1re         | 9e          | 38          | 28          | 12          | 2           | 14          | 40          | 40          | 0           | Huitièmes de finale  |
| 1999      | 1re         | 7e          | 46          | 30          | 14          | 4           | 12          | 59          | 52          | +7          | Huitièmes de finale  |
| 2000      | 1re         | 10e         | 34          | 30          | 10          | 4           | 16          | 37          | 51          | -14         | Quarts de finale     |
| 2001      | 1re         | 11e         | 29          | 26          | 8           | 5           | 13          | 26          | 38          | -12         | Huitièmes de finale  |
| 2002      | 1re         | 10e         | 32          | 26          | 8           | 8           | 10          | 25          | 26          | -1          | Demi-finales         |
| 2003      | 1re         | 11e         | 27          | 30          | 5           | 12          | 13          | 21          | 49          | -28         | Huitièmes de finale  |
| 2004      | 1re         | 8e          | 39          | 30          | 10          | 9           | 11          | 39          | 41          | -2          | Seizièmes de finale  |
| 2005      | 1re         | 8e          | 36          | 26          | 11          | 3           | 12          | 39          | 33          | +6          | Huitièmes de finale  |
| 2006      | 1re         | 9e          | 31          | 26          | 8           | 7           | 11          | 17          | 31          | -14         | Quarts de finale     |
| 2007      | 1re         | 12e         | 25          | 26          | 6           | 8           | 13          | 23          | 31          | -8          | Vainqueur            |
| 2008      | 1re         | 6e          | 47          | 30          | 13          | 8           | 9           | 40          | 34          | +6          | Huitièmes de finale  |
| 2009      | 1re         | 5e          | 38          | 26          | 10          | 8           | 8           | 30          | 24          | +6          | Seizièmes de finale  |
| 2010      | 1re         | 5e          | 46          | 33          | 12          | 10          | 11          | 48          | 40          | +8          | Seizièmes de finale  |
| 2011      | 1re         | 10e         | 35          | 33          | 8           | 11          | 14          | 38          | 46          | -8          | Huitièmes de finale  |
| 2012      | 1re         | 8e          | 29          | 30          | 8           | 5           | 17          | 27          | 38          | -11         | Quarts de finale     |
| 2013      | 1re         | 8e          | 40          | 32          | 11          | 7           | 14          | 32          | 41          | -9          | Quarts de finale     |
| 2014      | 1re         | 11e         | 26          | 32          | 7           | 5           | 20          | 29          | 68          | -39         | Huitièmes de finale  |
| 2015      | 1re         | 12e         | 24          | 26          | 7           | 3           | 16          | 23          | 42          | -19         | Quarts de finale     |
| 2016      | 1re         | 8e          | 40          | 30          | 11          | 7           | 12          | 38          | 38          | 0           | Huitièmes de finale  |
| 2017      | 1re         | 4e          | 51          | 30          | 14          | 9           | 7           | 47          | 26          | +21         | Vainqueur            |
| 2018      | 1re         | 6e          | 52          | 30          | 14          | 10          | 6           | 52          | 30          | +22         | Vainqueur            |
| 2019      | 1re         | 1er         | 75          | 30          | 23          | 6           | 1           | 70          | 22          | +48         | Huitièmes de finale  |
| 2020      | 1re         | 4e          | 54          | 30          | 17          | 3           | 10          | 63          | 40          | +23         | Finale               |
| 2021      | 1re         | 6e          | 38          | 30          | 8           | 14          | 8           | 32          | 32          | 0           | Huitièmes de finale  |
| 2022      | 1re         | 13e         | 27          | 30          | 5           | 12          | 13          | 29          | 43          | -14         | Quarts de finale     |
| 2023      | 1re         | 10e         | 30          | 28          | 9           | 3           | 16          | 33          | 50          | -17         | Huitièmes de finale  |
| 2024      | 1re         | 4e          | 49          | 30          | 14          | 7           | 9           | 62          | 37          | +25         | Huitièmes de finale  |

### Bilan européen
Le club découvre les compétitions européennes en 2007, année qui le voit prendre part à la Coupe UEFA grâce à sa victoire en Coupe de Biélorussie la même année. Son parcours y est cependant très bref, étant éliminé d'entrée par l'équipe lituanienne du Liepājas Metalurgs (2-3). Le Dinamo se qualifie par la suite deux autres fois pour la Ligue Europa, à chaque fois en qualité de vainqueur de la coupe nationale, en 2017 puis en 2018. Si la première aventure s'arrête aussi vite que la précédente, avec une défaite aux mains des Autrichiens du Rheindorf Altach (1-4), la deuxième voit le club remporter sa première confrontation européenne face au club grec de l'Atromitos FC (5-4). Il tombe cependant lourdement dès le tour suivant face aux Chypriotes de l'Apollon Limassol (0-5).
Après sa victoire en championnat en 2019, le Dinamo se qualifie pour la première fois en Ligue des champions pour la saison 2020-2021, débutant au premier tour de qualification. Il parvient alors à éliminer successivement le FK Astana puis le FK Sarajevo mais doit finalement s'incliner au troisième tour de qualification face au Maccabi Tel-Aviv, étant ensuite repêché dans les barrages de la Ligue Europa où il est à nouveau battu par le Ludogorets Razgrad.
Note : dans les résultats ci-dessous, le score du club est toujours donné en premier.
| Saison    | Compétition             | Tour             | Club               | Domicile | Extérieur | Total |
| --------- | ----------------------- | ---------------- | ------------------ | -------- | --------- | ----- |
| 2007-2008 | Coupe UEFA              | Premier tour Q   | Liepājas Metalurgs | 1 - 2    | 1 - 1     | 2 - 3 |
| 2017-2018 | Ligue Europa            | Deuxième tour Q  | Rheindorf Altach   | 0 - 3    | 1 - 1     | 1 - 4 |
| 2018-2019 | Ligue Europa            | Deuxième tour Q  | Atromitos FC       | 4 - 3    | 1 - 1     | 5 - 4 |
| 2018-2019 | Ligue Europa            | Troisième tour Q | Apollon Limassol   | 0 - 4    | 0 - 1     | 0 - 5 |
| 2020-2021 | Ligue des champions     | Premier tour Q   | FK Astana          | 6 - 3    | N/A       | 6 - 3 |
| 2020-2021 | Ligue des champions     | Deuxième tour Q  | FK Sarajevo        | 2 - 1    | N/A       | 2 - 1 |
| 2020-2021 | Ligue des champions     | Troisième tour Q | Maccabi Tel-Aviv   | N/A      | 0 - 1     | 0 - 1 |
| 2020-2021 | Ligue Europa            | Barrages Q       | Ludogorets Razgrad | 0 - 2    | N/A       | 0 - 2 |
| 2021-2022 | Ligue Europa Conférence | Deuxième tour Q  | Viktoria Plzeň     | 1 - 2    | 1 - 2     | 2 - 4 |
| 2025-2026 | Ligue Conférence        | Premier tour Q   | Sutjeska Nikšić    | 0 - 2    | 2 - 1     | 2 - 3 |

Légende
- Victoire ou qualification pour le tour suivant
- Match nul
- Défaite ou élimination de la compétition

## Personnalités du club

### Entraîneurs
- Vitali Kosseniouk (1960–1963)
- Vadim Ilinkovski (1964–1966)
- Stanislav Iourkevitch (1966–1972)
- Vladimir Stachtchiouk (1973–1977)
- Eduard Malofeev (1977–1978)
- Vassili Kourilov (mai 1982–décembre 1982)
- Ivan Letiago (1983–1984)
- Ivan Chtchiokine (1985–1986)
- Liudas Rumbutis (1987–1990)
- Iouri Kournenine (1991–1992)
- Aleksandr Polik (1993)
- Vassili Kourilov (juin 1993-mai 1994)
- Vladimir Gevorkyan (juin 1994–juin 1997)
- Aleksandr Razine (juillet 1997-1999)
- Viatcheslav Arouchanov (2000)
- Vladimir Stachtchiouk (2000–2001)
- Viktor Sokol (2001)
- Viatcheslav Arouchanov (2002)
- Andreï Sosnitski (avril 2002–septembre 2003)
- Vladimir Gevorkyan (2003)
- Oleg Syrokvachko (2003)
- Viktors Ņesterenko (janvier 2004–mai 2004)
- Vladimir Kournev (juin 2004–novembre 2004)
- Mikhaïl Markhel (janvier 2005–décembre  2005)
- Sergueï Borovski (décembre 2005– décembre 2006)
- Vladimir Gevorkyan (janvier 2007–avril 2008)
- Viatcheslav Arouchanov (intérim) (avril 2008–juin 2008)
- Ievgueni Trotsiouk (juin 2008–août 2009)
- Sergueï Kovaltchouk (intérim) (août 2009–septembre 2009)
- Iouri Pountous (septembre 2009–juillet 2011)
- Sergueï Kovaltchouk (juillet 2011–juillet 2012)
- Vladimir Kournev (juillet 2012–septembre 2013)
- Andreï Prokopiouk (intérim) (septembre 2013–septembre 2013)
- Sergueï Kovaltchouk (septembre 2013–décembre 2016)
- Vladimir Jouravel (décembre 2016–décembre 2017)
- Radoslav Látal (janvier 2018–mai 2018)
- Sergueï Kovaltchouk (mai 2018–juin 2018)
- Alekseï Chpilevski (juin 2018–août 2018)
- Marcel Lička (août 2018–décembre 2019)
- Sergueï Kovaltchouk (janvier 2020–mai 2022)
- Andriy Prokopyuk (depuis juin 2022)

### Effectif actuel
1. ↑  Seule la nationalité sportive est indiquée. Un joueur peut avoir plusieurs nationalités mais n'a le droit de jouer que pour une seule sélection nationale.
2. ↑  Seule la sélection la plus importante est indiquée.

## Historique du logo

Logo jusqu'en 2012.
Logo de 2013 à 2016.
Logo depuis 2017.